# Ritualisme
Ritualisme is de houding van iemand die een originele doelstelling niet meer onderschrijft of haalbaar acht, maar nog wel de achterliggende methodes en middelen gebruikt. Zonder duidelijk doel verwordt het gelijkgebleven gedrag tot een ritueel.
Het kan optreden in een maatschappij waarbij bepaalde doelen hoog worden gewaardeerd, maar niet voor iedereen bereikbaar zijn. Voor diegenen die het niet lukt deze doelen te bereiken, resten een aantal opties. Het volledig afwijzen van de bestaande doelen en middelen resulteert in terugtrekking, tenzij er nieuwe doelen en middelen worden gevonden, wat kan uitmonden in rebellie.
De sociale positie is van invloed op de keuze, waarbij de middenklasse vaker voor ritualisme zal kiezen. Dit is bijvoorbeeld het geval bij de American Dream. Hoewel deze voor de meerderheid niet bereikbaar is, past een groot deel van de bevolking zijn werkwijze daar niet op aan.